# Centrum Szkolenia Wojsk Lądowych Drawsko

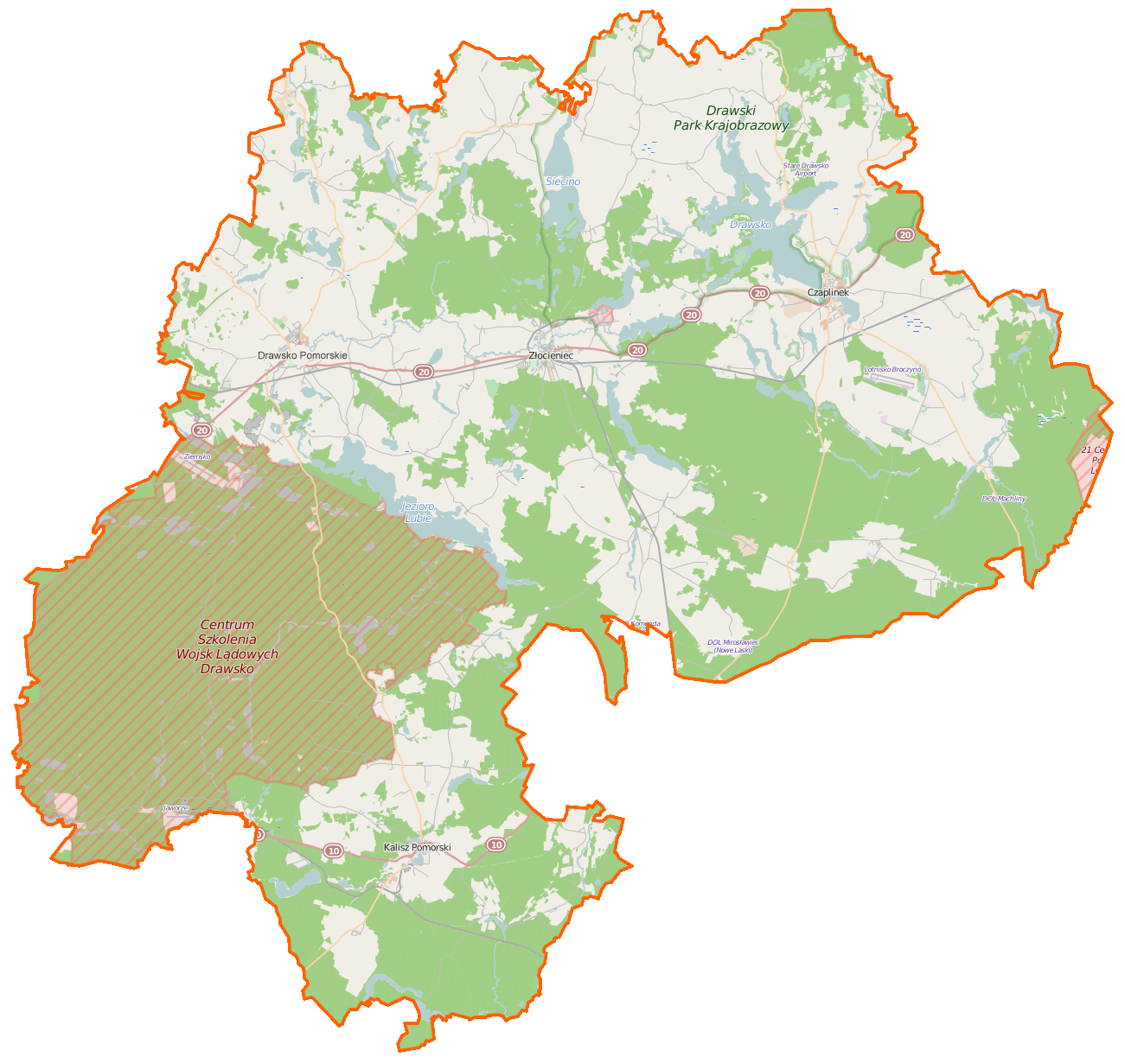
Położenie poligonu na mapie powiatu drawskiego

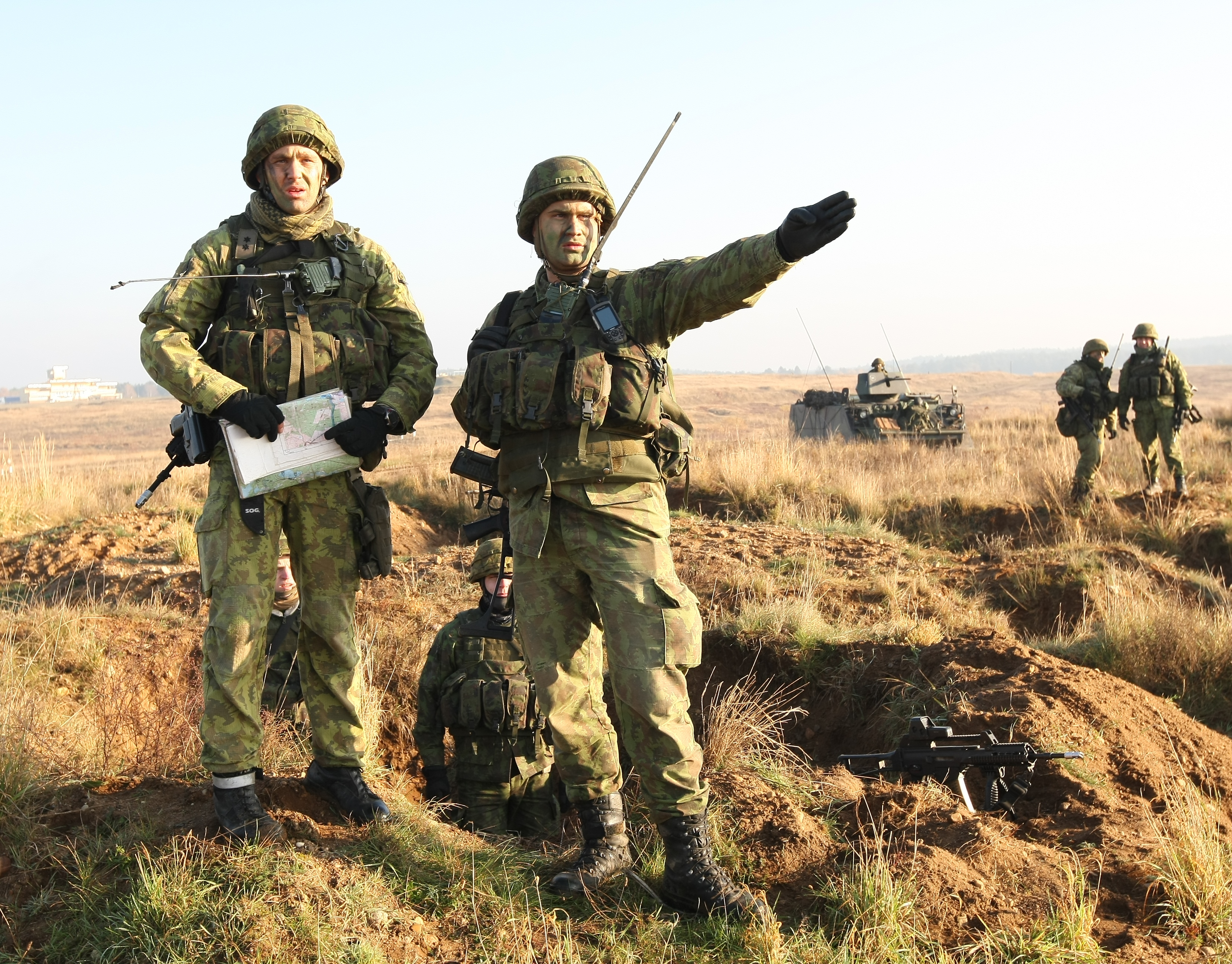
Ćwiczenia Ex STEADFAST JAZZ 2013

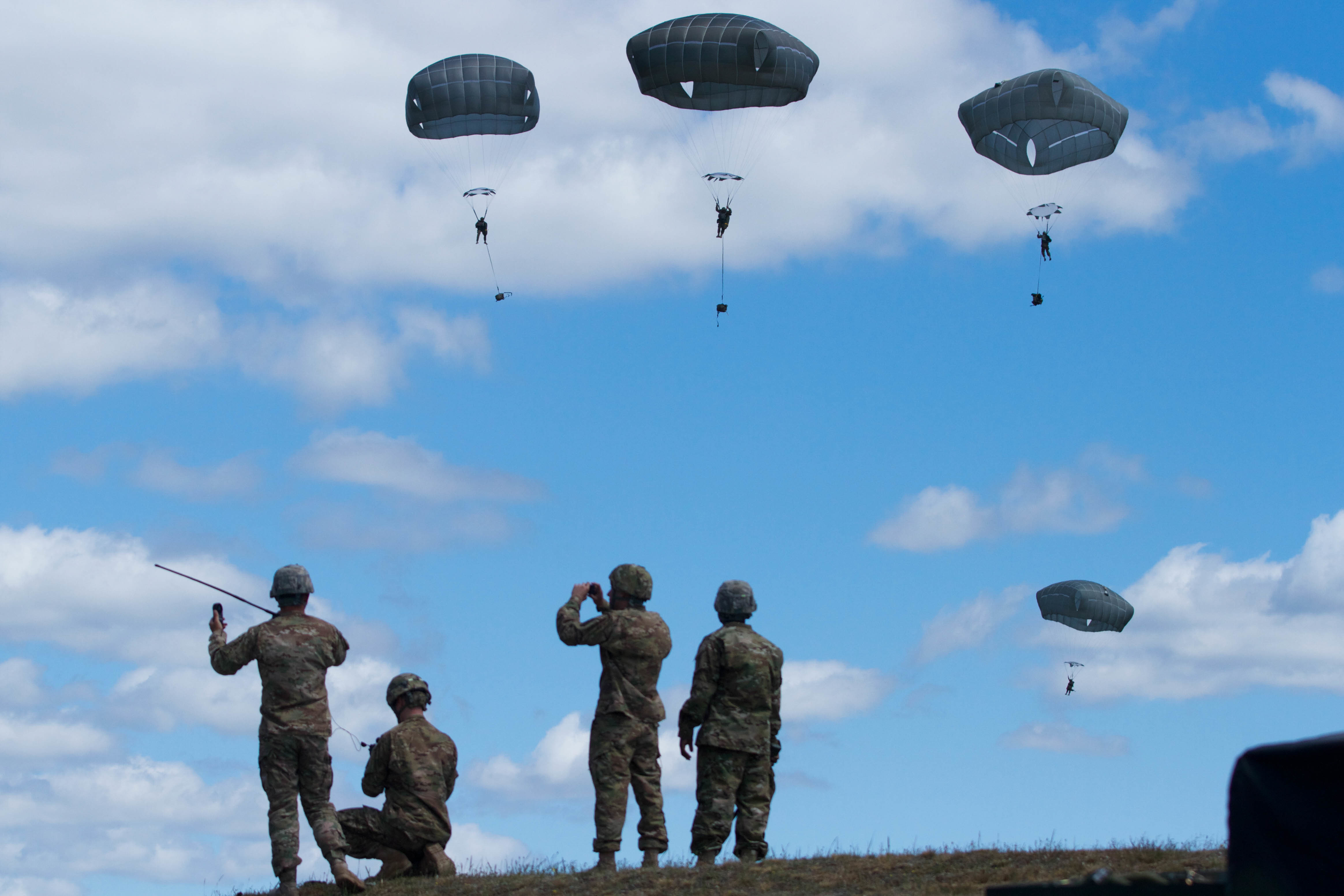
Ćwiczenia SABER STRIKE 2015

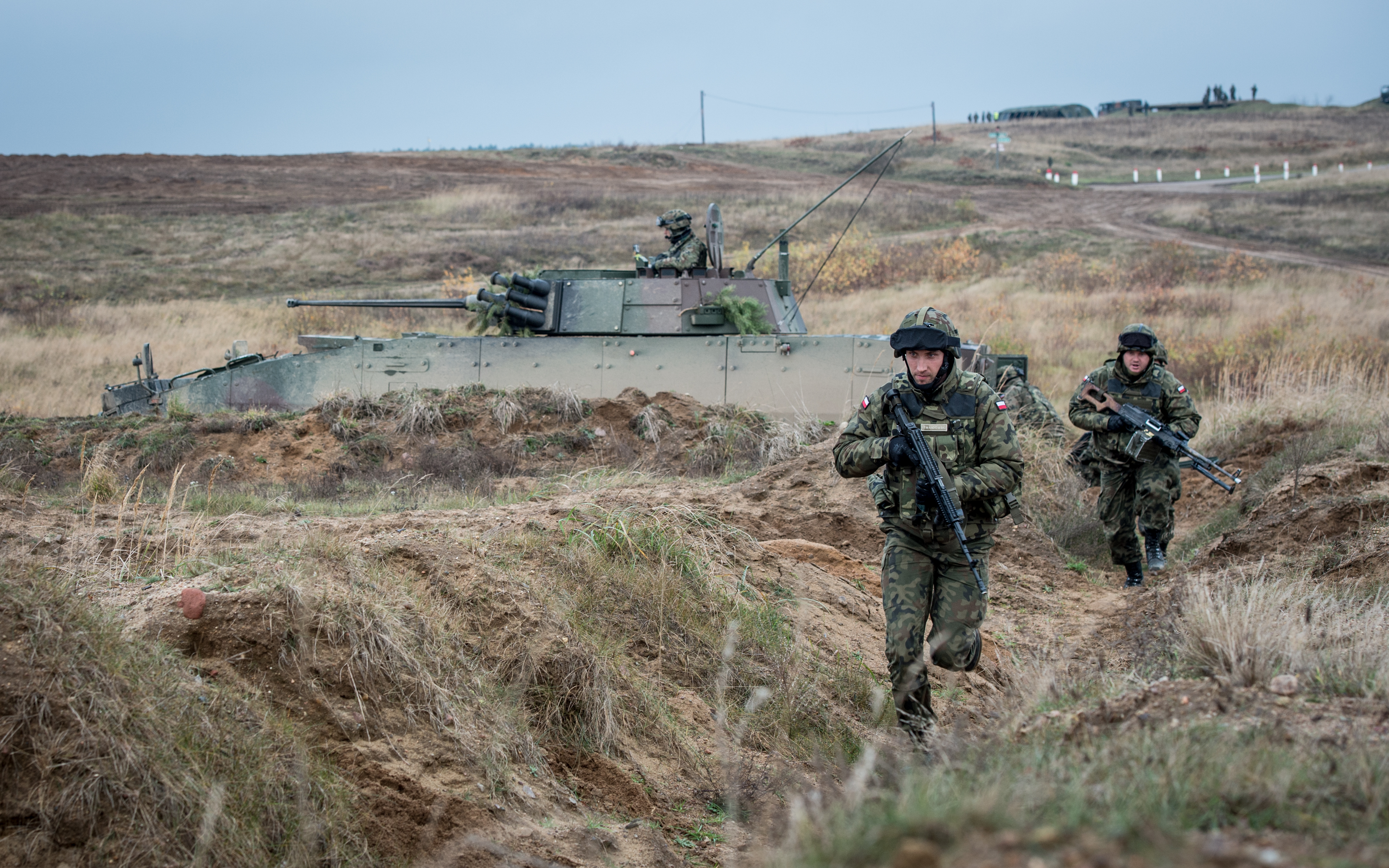
Ćwiczenia Ex STEADFAST JAZZ 2013

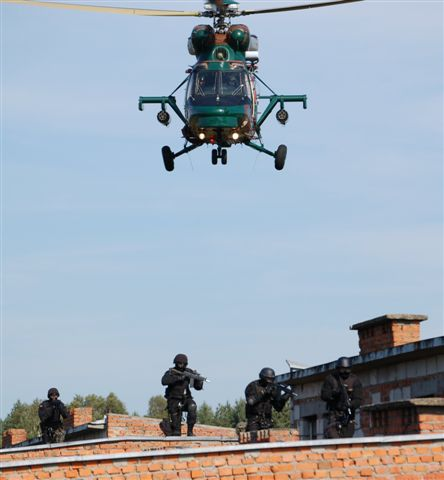
Ćwiczenia ANAKONDA 2006

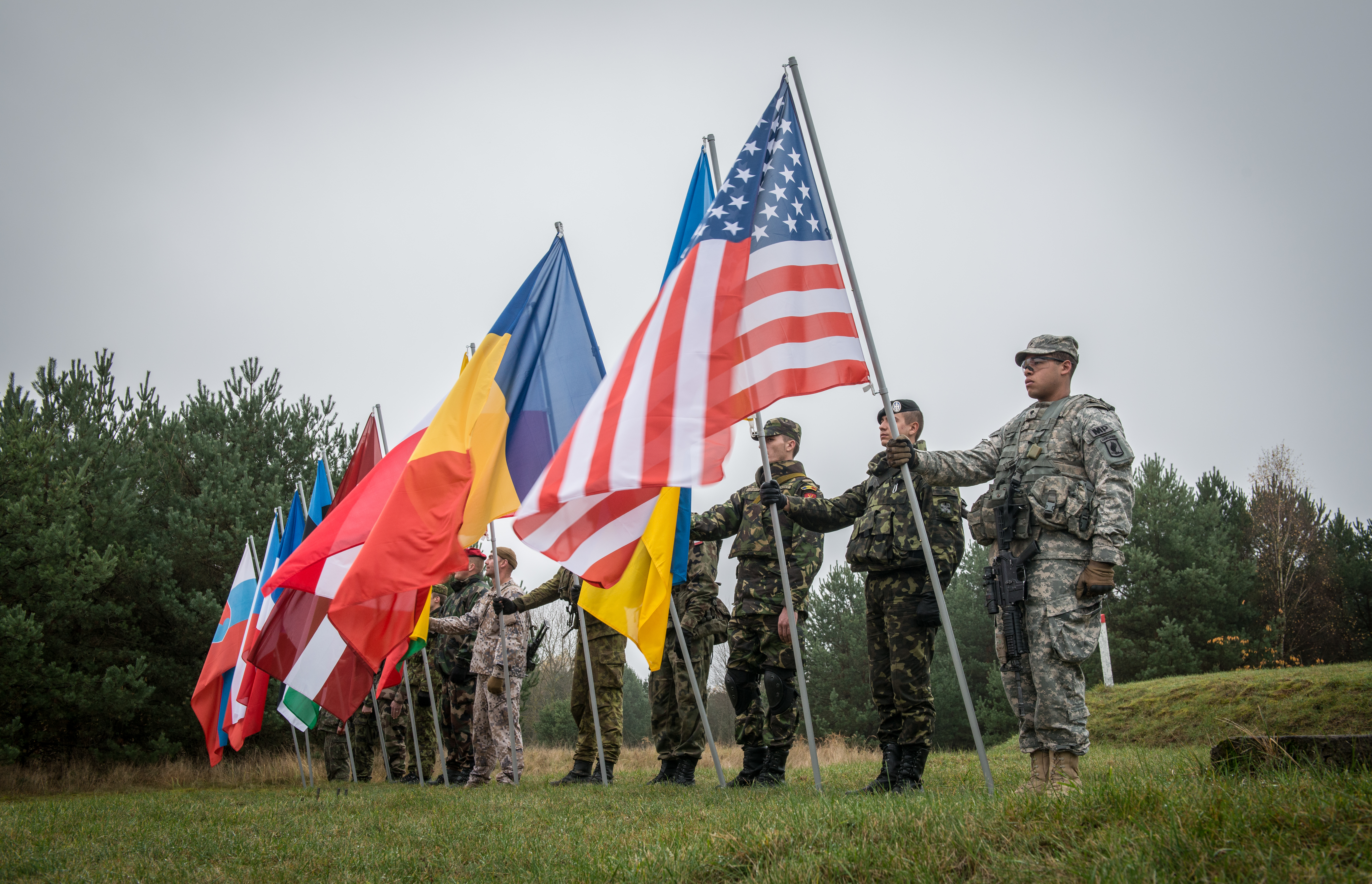
Ćwiczenia Ex STEADFAST JAZZ 2013

Centrum Szkolenia Wojsk Lądowych Drawsko im. płk. dypl. Franciszka Sadowskiego, potocznie nazywany Poligonem Drawskim – poligon wojskowy znajdujący się w południowej części gminy Drawsko Pomorskie oraz w północnej części gminy Kalisz Pomorski, powstały 2 lutego 1946 roku, na którym ćwiczą wojska lądowe i siły powietrzne.
Poligon ma powierzchnię 33 968 ha z czego powierzchnia pola roboczego wynosi 11 420 ha. Na południe od jeziora Bucierz na pasie taktycznym Bucierz o powierzchni 3 200 ha (8 km długości i 3–6 km szerokości) może się szkolić brygada w natarciu lub wzmocniony batalion w obronie.

## Historia
Pierwotnie jednostka dyslokowana była w Jeleninie pod Szczecinkiem i nosiła nazwę Komenda Poligonu Artyleryjskiego. 12 stycznia 1949 przeniesiono ją do Oleszna, a 6 kwietnia 1954 roku po zmianie etatu otrzymała nazwę II Okręgowy Poligon Artylerii. 10 kwietnia 1957 nastąpiła kolejna zmiana nazwy na Centralny Obóz Ćwiczeń – w tym okresie zaczęto używać nieoficjalnej nazwy Poligon Drawski. 1 stycznia 1962, po kolejnej zmianie etatu, jednostka otrzymała współczesną nazwę. Pierwsze ćwiczenia wojsk zachodnich na poligonie w Drawsku odbyły się we wrześniu 1996 (ćwiczenia „Ułański Orzeł 96”) i uczestniczyła w nich brytyjska 7 Brygada Pancerna „Szczurów Pustyni” gen. bryg. D. Montgomery.
Od grudnia 2013 roku do lutego 2015 bezpośrednio podporządkowane Komendantowi Centrum Szkolenia Wojsk Lądowych Drawsko były:
- Centralny Poligon Sił Powietrznych Ustka;
- 21 Centralny Poligon Lotniczy Nadarzyce;
- Ośrodek Szkolenia Poligonowego Marynarki Wojennej Strzepcz;
- 5 ośrodków szkolenia poligonowego Wojsk Lądowych[6][7].

30 września 1994 roku w pałacu w Karwicach na terenie poligonu odbył się tzw. obiad drawski.

## Zadania
Podstawowym zadaniem CSWL jest zapewnienie szkolenia wojsk lądowych oraz w ograniczonym zakresie wojsk lotniczych Sił Zbrojnych RP oraz innych armii NATO, stworzenie im warunków do szkolenia ogniowego, taktycznego, strzeleckiego i specjalistycznego oraz zaspokojenie potrzeb logistycznych.

## Baza szkoleniowa
- pasy ćwiczeń taktycznych:
  - Bucierz;
  - Mielno;
  - Góra Hetmańska;
- pas ćwiczeń w kierowaniu ogniem Studnica;
- strzelnice:
  - Konotop prawa;
  - Konotop lewa;
  - strzelnica czołgowa Mielno;
  - Studnica;
  - Jaworze;
  - Jezioro Ostrowiec.
- ośrodek szkolenia pododdziałów rozpoznawczych Jaworze;
- ośrodek szkolenia inżynieryjno-saperskiego Czertyń;
- ośrodek szkolenia z obrony przeciwchemicznej Głębokie;
- kierunek do pokonywania i forsowania szerokiej przeszkody wodnej Jezioro Zły Łęg;
- ośrodek szkolenia w pokonywaniu przeszkód wodnych po dnie Jezioro Zalane;
- zespół sprawdzeń – Mielno;
- ośrodek badań dynamicznych – Głębokie[8].

Główne obozowiska poligonu:
- Konotop;
- Ziemsko;
- Jaworze;
- Głębokie.

Obiekty poligonowe poza obozowiskami:
- Komenda CSWL w Olesznie;
- obiekt Karwice z przylegającym do niego lotniskiem.

Od kilku lat na poligonie odbywają się manewry wojsk NATO, m.in. amerykańskich, brytyjskich, włoskich oraz niemieckich.

## Dowódcy
- mjr Ludomir Kościesza Wolski (1946–1950);
- ppłk Jan Sementz (1950–1962);
- gen. bryg. Leon Dubicki (1962);
- płk Franciszek Raban (1962–1964);
- gen. bryg. Józef Kolasa (1964–1966);
- płk dypl. Jan Bodylewicz (1966–1974);
- płk dypl. Franciszek Sadowski (1974–1979);
- płk dypl. Michał Perkowski (1979–1988);
- płk dypl. Jan Matejuk (1988–1996);
- płk dypl. Jan Krupa (1996–1998);
- płk dypl. Robert Jabłoński (1998–2001);
- płk dypl. Antoni Budkowski (2001–2004);
- płk dypl. Michał Wałęza (2004–2010);
- płk Marek Gmurski (2010–2022);
- ppłk Andrzej Niegmański (od 2022).

## Tradycje jednostki
- Decyzją Nr 116/MON Ministra Obrony Narodowej z dnia 7 kwietnia 2009 wprowadzono odznakę pamiątkową oraz oznakę rozpoznawczą Centrum Szkolenia Wojsk Lądowych w Drawsku Pomorskim[9].
- Decyzją Nr 81/MON Ministra Obrony Narodowej z dnia 15 marca 2011 ustanowiono doroczne święto Centrum Szkolenia Wojsk Lądowych Drawsko w dniu 29 maja[2].
- Decyzją Nr 144/MON Ministra Obrony Narodowej z dnia 14 maja 2012 Centrum Szkolenia Wojsk Lądowych Drawsko nadano imię płk. dypl. Franciszka Sadowskiego[1].
- Decyzją Nr 21/MON Ministra Obrony Narodowej z dnia 12 lutego 2013 wprowadzono proporce rozpoznawcze Centrum Szkolenia Wojsk Lądowych[10].

Na terenie kolonii Nowy Łowicz w samym środku drawskiego poligonu znajduje się największe i niezniszczone w Europie cmentarzysko użytkowane przez ludność kultury wielbarskiej.

## Starty rakiet
Obszar Poligonu Drawskiego jest również wykorzystywany do startów niemilitarnych rakiet eksperymentalnych, takich jak RTP-8, który został opracowany przez Polskie Towarzystwo Rakietowe z maksymalną wysokością 17,5 km